# Surt (distrikt)
Surt, Sirt, Sirte eller Surte (arabiska: سرت) är ett av Libyens tjugotvå distrikt (shabiyah). Den administrativa huvudorten är Sirt. Distriktet gränsar mot Medelhavet och distrikten Al Wahat, Al Jufrah, Al Jabal al Gharbi och Misratah. 